# Champ-du-Boult
Champ-du-Boult ist eine ehemalige französische Gemeinde mit zuletzt 375 Einwohnern (Stand: 1. Januar 2014), den Chambourins, im Département Calvados in der Region Normandie.
Zum 1. Januar 2017 wurde Champ-du-Boult im Zuge einer Gebietsreform zusammen mit neun benachbarten Gemeinden als Ortsteil in die neue Gemeinde Noues de Sienne eingegliedert.

## Geografie
Champ-du-Boult liegt rund 69 km südwestlich von Caen. Das im Département Manche, an das Champ-du-Boult im Süden grenzt, gelegene Saint-Lô ist etwa 41 km entfernt.
Das Gebiet wird vom Flüsschen Dathée durchquert.

## Bevölkerungsentwicklung
| Jahr                             | 1793  | 1836  | 1876  | 1926 | 1946 | 1968 | 1990 | 2014 |
| Einwohner                        | 1.394 | 1.463 | 1.111 | 706  | 703  | 636  | 432  | 375  |
| Quelle: Cassini, EHESS und INSEE |       |       |       |      |      |      |      |      |

## Sehenswürdigkeiten
- Kirche Notre-Dame, ursprünglich aus dem 13. Jahrhundert, im 20. Jahrhundert umfassend rekonstruiert